# SMS Ostfriesland
O SMS Ostfriesland foi um navio couraçado operado pela Marinha Imperial Alemã e a segunda embarcação da Classe Helgoland depois do SMS Helgoland e seguido pelo SMS Thüringen e SMS Oldenburg. Sua construção começou em outubro de 1908 no Estaleiro Imperial de Wilhelmshaven, sendo lançado ao mar em setembro de 1909 e comissionado em agosto de 1911. O projeto do Ostfriesland e seus irmãos representava uma melhora considerável em relação à anterior Classe Nassau em termos de armamento e propulsão. O navio tinha uma bateria principal composta por doze canhões de 305 milímetros montados em seis torres de artilharia duplas dispostas em um incomum arranjo hexagonal, deslocamento de mais de 24 mil toneladas e uma velocidade máxima de 21 nós (39 quilômetros por hora).
O Ostfriesland foi comissionado na Frota de Alto-Mar e em tempos de paz seu serviço consistiu principalmente de rotinas de exercícios individuais ou junto com o resto da força alemã. O navio participou de todas as grandes operações navais alemães na Primeira Guerra Mundial no Mar do Norte, incluindo a Batalha da Jutlândia em 1916. Também teve algumas ações no Mar Báltico contra a Marinha Imperial Russa, principalmente no Golfo de Riga em 1915. O couraçado não participou de mais nenhuma grande operação depois da Jutlândia e acabou por ser entregue aos Aliados ao final da guerra após o afundamento da frota alemã em Scapa Flow. Ele foi transferido para a Marinha dos Estados Unidos e foi feito navio alvo de testes de armamentos aéreos, afundando perto da Virgínia em julho de 1921.

## Características
O couraçado SMS Ostfriesland tinha 167,2 metros de comprimento de fora a fora, uma boca de 28,5 metros e calado de 8,94 metros. Seu deslocamento totalmente carregado com suprimentos de combate chegava em 24,7 mil toneladas. Seu sistema de propulsão era composto por quinze caldeiras a carvão que alimentavam três motores de tripla expansão com quatro cilindros, que por sua vez impulsionavam três hélices quádruplas de 5,1 metros de diâmetro. A potência gerada pelas máquinas era de 28 mil cavalos-vapor (20,9 mil quilowatts), o que lhe permitia alcançar uma velocidade de 21,2 nós (39,3 quilômetros por hora). O Ostfriesland transportava até 3,2 mil toneladas de carvão, o que lhe dava um alcance de 5 500 milhas náuticas (10 190 quilômetros) a dez nós (dezenove quilômetros por hora). As caldeiras foram modificadas em 1915 para borrifarem combustível sobre o carvão; a embarcação podia transportar até 197 toneladas de óleo combustível. Sua tripulação era formada por 42 oficiais e 1071 marinheiros.

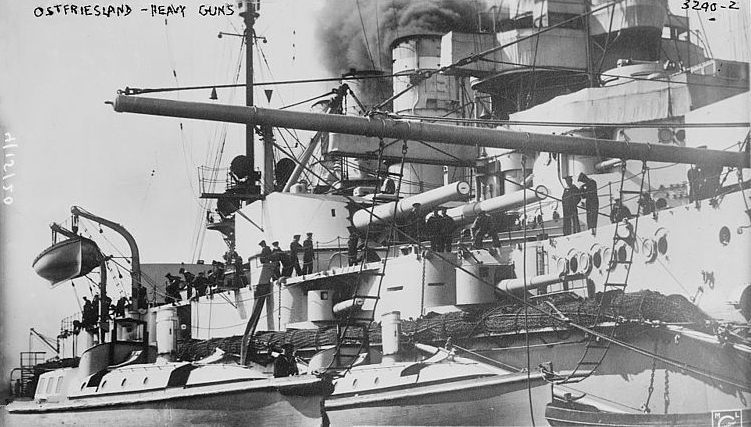
A torre de artilharia principal dianteira do lado estibordo do Ostfriesland.

A bateria principal do Ostfriesland consistia de doze canhões SK L/50 de 305 milímetros. Estes eram montados em seis torres de artilharia arranjados em uma incomum configuração hexagonal: uma na proa, uma na popa e duas de cada lado. Seus armamentos secundários eram compostos por catorze canhões SK L/45 de 150 milímetros montadas em casamatas e catorze canhões SK L/45 de 88 milímetros, também em casamatas. Duas de suas armas de 88 milímetros foram substituídas em 1914 por canhões antiaéreos também de 88 milímetros. Além disso, havia seis tubos de torpedos de quinhentos milímetros instalados abaixo da linha d'água; um na proa, outro na popa e dois em cada lateral. O cinturão de blindagem tinha entre oitenta milímetros de espessura nas extremidades e trezentos na área central do navio, enquanto atrás do cinturão ficava uma antepara de torpedo de trinta milímetros de espessura. O convés era protegido por uma blindagem que ia desde 55 a oitenta milímetros de espessura. A torre de comando dianteira era protegida por um teto de duzentos milímetros e laterais de quatrocentos, já a torre traseira tinha uma proteção de cinquenta milímetros no teto e duzentos nas laterais. As torres de artilharia possuíam tetos de cem milímetros e laterais de trezentos, e as casamatas tinham 170 milímetros mais escudos de oitenta milímetros.

## História
O Ostfriesland foi encomendado pela Marinha Imperial Alemã sob o nome provisório de Ersatz Oldenburg, como um substituto para o antigo navio de defesa de costa SMS Oldenburg. O contrato para a construção da embarcação foi entregue para o Estaleiro Imperial de Wilhelmshaven, ocorrendo sob o número 31. O batimento de quilha aconteceu no dia 19 de outubro de 1908 e ele foi lançado menos de um ano depois em 30 de setembro de 1909. Ele foi batizado pela Princesa de Innhausen e Knyphausen, uma representante da mais antiga família nobre da Frísia Oriental. Os trabalhos de equipagem, que incluíam a finalização da superestrutura e instalação dos armamentos, duraram até agosto de 1911. O couraçado, nomeado em homenagem a região da costa oeste da Alemanha, foi comissionado na Frota de Alto-Mar em 1º de agosto de 1911, pouco menos de três anos depois do início das obras, tendo custado no total 43,579 milhões de marcos de ouro alemão.
O navio realizou seus testes marítimos e os completou em 15 de setembro. O capitão de mar Walter Engelhardt foi seu primeiro oficial comandante. O Ostfriesland foi formalmente designado para a I Esquadra de Batalha da Frota de Alto-Mar no dia 22. Depois disso realizou treinamentos individuais, que foram seguidos por manobras junto com a esquadra e depois com toda a frota em novembro. O couraçado tornou-se a nova capitânia da esquadra em 24 de abril de 1912, substituindo o SMS Westfalen. O anual cruzeiro de verão de julho a agosto, que normalmente ia para a Noruega, foi interrompido pela Crise de Agadir. Dessa forma o cruzeiro foi apenas para o Mar Báltico. A embarcação e o resto da frota entraram em uma padrão de treinamentos individuais, em esquadra e manobras com toda a frota pelos próximos dois anos. O Ostfriesland venceu o Prêmio de Tiro do Imperador de 1912/13 para a I Esquadra. O capitão-tenente Friedrich Beesel era o oficial de artilharia do navio e assim foi o responsável pela precisão dos tiros.
A Marinha Imperial fez seu último cruzeiro de verão em tempos de paz em julho de 1913, realizando exercícios perto de Skagen na Dinamarca e então seguido para os fiordes noruegueses em 25 de julho. O cruzeiro anual para a Noruega de 1914 começou em 14 de julho. Entretanto, a frota começou a voltar para a Alemanha já no dia seguinte como resultado do ultimato da Áustria-Hungria para a Sérvia. Todos os navios reuniram-se perto do Cabo Skadenes no dia 27 antes de voltarem para o porto, onde permaneceram em estado de alerta. A guerra entre os dois países começou em 28 de julho e em apenas uma semana todas as grandes potências europeias também entraram no conflito, iniciando a Primeira Guerra Mundial. O Ostfriesland e o resto da I Esquadra voltaram para Wilhelmshaven no dia 29.

### Primeira Guerra

#### Ações iniciais
A primeira grande ação naval da guerra no Mar do Norte foi a Batalha da Angra da Heligolândia, que ocorreu em 28 de agosto de 1914. O SMS Helgoland, que estava perto da ilha fortificada de Wangerooge, recebeu ordens às 4h30min para se juntar ao Ostfriesland e partir do porto. Os dois couraçados encontraram-se meia hora depois com os danificados cruzadores rápidos SMS Frauenlob e SMS Stettin. As duas embarcações voltaram para o porto às 7h30min. O Ostfriesland e o resto da Frota de Alto-Mar realizou na tarde de 7 de setembro um cruzeiro de treinamento na ilha da Heligolândia. O couraçado foi equipado em outubro com dois canhões antiaéreos de 88 milímetros.
O navio esteve presente durante a primeira incursão da frota alemã para o Mar do Norte, ocorrida entre 2 e 3 de novembro de 1914. Não foram encontradas forças britânicas durante a operação. Uma segunda incursão aconteceu em 15 e 16 de dezembro. Esta ação foi o começo de uma estratégia adotada pelo almirante Friedrich von Ingenohl, o comandante da Frota de Alto-Mar. Ele tinha a intenção de usar os cruzadores de batalha do I Grupo de Reconhecimento do contra-almirante Franz Hipper para atacar cidades costeiras do Reino Unido a fim de atrair partes da Grande Frota, a principal força naval britânica, para uma emboscada onde pudessem ser destruídas pelos alemães. A frota deixou o porto no dia 15 para atacar as cidades de Scarborough, Hartlepool e Whitby. À noite, a força alemã de oito couraçados pré-dreadnought e seis couraçados modernos, incluindo o Ostfriesland e seus três irmãos, chegaram a estar a dez milhas náuticas (dezenove quilômetros) de distância de um esquadra britânica destacada de apenas seis couraçados. Entretanto, ataques entre contratorpedeiros e barcos torpedeiros em meio a escuridão convenceram Ingenohl que ele estava enfrentando toda a frota britânica. Ele estava sob ordens do imperador Guilherme II de não arriscar seus navios desnecessariamente e assim recuou de volta para a Alemanha.
A Batalha do Banco de Dogger ocorreu em 24 de janeiro de 1915, quando a 1ª e 2ª Esquadras de Cruzadores de Batalha do vice-almirante sir David Beatty emboscaram a I Esquadra de Reconhecimento. O Ostfriesland e o resto da I Esquadra de Batalha partiram às 12h33min para auxiliar os cruzadores de batalha alemães, acompanhados dos pré-dreadnoughts da II Esquadra. Entretanto, foi tarde de mais e eles não conseguiram encontrar os navios britânicos. A frota retornou para a Rada de Schillig fora de Wilhelmshaven às 19h05min. Nesse meio tempo, a força britânica concentrou seus tiros no cruzador blindado SMS Blücher e ele afundou, enquanto o SMS Seydlitz foi seriamente danificado por um incêndio no depósito de munições. O imperador removeu Ingenohl de seu posto em 2 de fevereiro e o substituiu pelo almirante Hugo von Pohl.

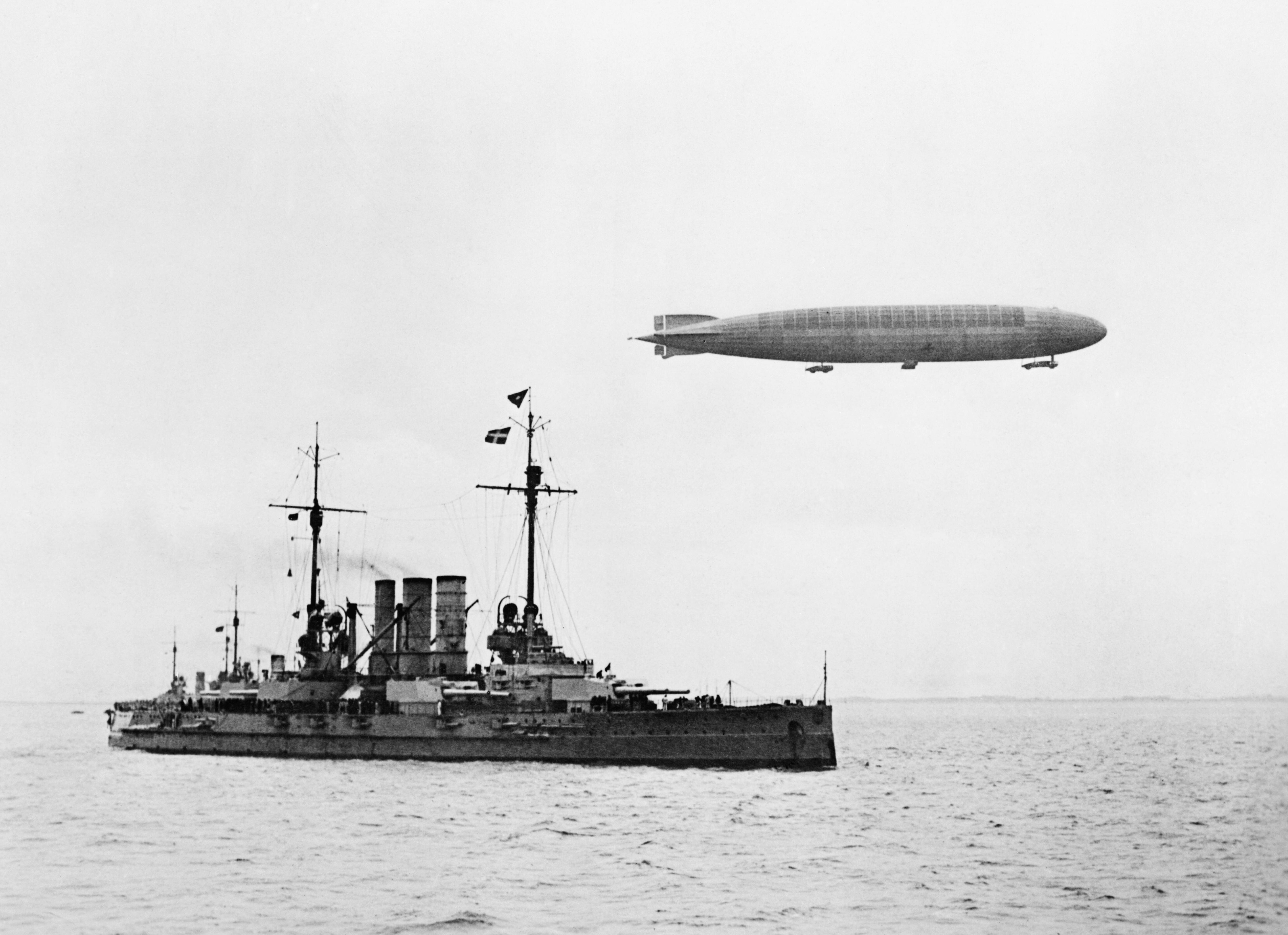
O Ostfriesland e o zepelim L31 em 1915.

Os oito navios da I Esquadra foram para o Mar Báltico em 22 de fevereiro de 1915 para treinarem até 13 de março. Eles participaram de uma série de incursões ao retornarem para o Mar do Norte que transcorreram sem incidentes, em 29 e 30 de março, 17 e 18 de abril, 17 e 18 de maio e em 29 e 30 de maio. O Ostfriesland e o resto da frota depois permaneceram no porto até 4 de agosto, quando a I Esquadra voltou para o Báltico para outra rodada de treinamentos. O capitão de mar Ernst-Oldwig von Natzmer substituiu Engelhardt no mesmo mês como oficial comandante. A esquadra então foi colocada junto com uma força naval em uma tentativa de tomar o Golfo de Riga das forças da Marinha Imperial Russa. A força incluía os oito couraçados da I Esquadra, os cruzadores de batalha Seydlitz, SMS Von der Tann e SMS Moltke, vários cruzadores rápidos, 32 barcos torpedeiros e treze caça-minas. O plano era para que caminhos fossem criados através dos campos minados para que a presença naval russa pudesse ser eliminada. Os alemães então criariam campos minados próprios para impedir que os inimigos entrassem no golfo. Os couraçados SMS Nassau e SMS Posen foram destacados em 16 de agosto com o objetivo de escoltar os caça-minas e destruir o couraçado pré-dreadnought russo Slava, porém fracassaram. Os campos minados russos foram liberados depois de três dias e a flotilha entrou no golfo no dia 19, porém submarinos inimigos na área fizeram os alemães recuarem no dia seguinte. A I Esquadra retornou para Wilhelmshaven em 26 de agosto.
A Frota de Alto-Mar realizou entre 23 e 24 de outubro sua última grande operação sob o comando de Pohl, porém terminou sem confronto com forças britânicas. Pohl estava doente de câncer no fígado e foi substituído em janeiro de 1916 pelo vice-almirante Reinhard Scheer. Este propôs uma política mais agressiva pensada para forçar um confronto com a Grande Frota britânica; ele recebeu aprovação do imperador no mês seguinte. A primeira operação de Scheer foi uma varredura do Mar do Norte de 5 a 7 de março, seguida por outras duas entre 21 e 22 e de 25 até 26 de março. O Ostfriesland apoiou um ataque à costa britânica em 24 de abril realizado pela força de cruzadores de batalha. Estes partiram da Angra de Jade às 10h55min e o resto da Frota de Alto-Mar seguiu às 13h40min. O Seydlitz bateu em uma mina no caminho e precisou recuar. Os outros cruzadores de batalha bombardearam a cidade de Lowestoft, porém encontraram a Força de Harwich de cruzadores de batalha britânicos enquanto aproximavam-se de Yarmouth. As embarcações enfrentaram-se brevemente até os britânicos recuarem. Relatos de submarinos inimigos fizeram o I Grupo de Reconhecimento recuar. Scheer nesse momento fora informado que a Grande Frota tinha deixado sua base em Scapa Flow na Escócia, assim deu ordem para seus navios voltarem para águas alemãs.

#### Jutlândia

Mapa mostrando os principais movimentos da Batalha da Jutlândia. Os alemães são mostrados em vermelho enquanto os britânicos em azul.

O Ostfriesland esteve presente na Batalha da Jutlândia, que ocorreu entre os dias 31 de maio e 1º de junho de 1916. A frota alemã novamente tinha a intenção de atrair uma parte isolada da Grande Frota e destruí-la antes que a força máxima britânica pudesse retaliar. O Ostfriesland foi o navio de ponta da I Divisão da I Esquadra e o nono da linha de batalha, navegando atrás da capitânia SMS Friedrich der Grosse e na frente de seu irmão SMS Thüringen. A I Esquadra formava o centro da linha alemã, logo atrás dois oito couraçados da Classe König e da Classe Kaiser na III Esquadra. Seis antigos pré-dreadnoughts da III e IV Divisões, que consistia na II Esquadra, estavam na traseira da formação. O vice-almirante Erhardt Schmidt, comandante da esquadra e o vice-comandante de Scheer, hasteou sua bandeira no Ostfriesland.
O I Grupo de Reconhecimento encontrou a 1ª Esquadra de Cruzadores de Batalha de Beatty pouco antes das 16h. Os dois lados começaram um duelo de artilharia que resultou na destruição do HMS Indefatigable pouco depois das 17h, enquanto o HMS Queen Mary afundou meia hora depois. Os alemães nesse momento já estavam navegando para o sul a fim de levar o inimigo em direção do resto da Frota de Alto-Mar. A tripulação do couraçado SMS König, que liderava a linha alemã, avistou a aproximação do I Grupo de Reconhecimento e da 1ª Esquadra de Cruzadores de Batalha às 17h30min. Os cruzadores alemães viraram para estibordo, enquanto os britânicos foram para bombordo. Scheer ordenou às 17h45min uma manobra para colocar seus navios mais próximos dos britânicos, dando a ordem de abrir fogo um minuto depois.
Os couraçados da linha de frente enfrentaram os cruzadores de batalha britânicos, enquanto o Ostfriesland e outros dez navios dispararam contra a 2ª Esquadra de Cruzadores Rápidos. Ele mais o Nassau e o SMS Kaiser enfrentaram o HMS Southampton, porém apenas o Nassau conseguiu acertar. O Ostfriesland passou a enfrentar o HMS Birmingham e o HMS Nottingham quinze minutos depois, porém também errou todos os seus tiros. O couraçados britânicos da Grande Frota chegaram e o HMS Warspite entrou no alcance dos alemães pouco depois das 19h15min, com o Ostfriesland abrindo fogo dez minutos depois a uma distância de mais de dez quilômetros. O navio afirmou ter acertado seu alvo três ou quatro vezes, com o Warpsite tendo sido atingido ao todo quinze vezes durante esse período.
A linha alemã já tinha enfrentado a parte principal da Grande Frota duas vezes às 20h15min. Scheer ordenou uma virada de 180 graus dois minutos depois que teve a cobertura dos cruzadores de batalha e dos barcos torpedeiros. Schmidt, com o objetivo de acelerar a manobra, ordenou que o Ostfriesland virasse imediatamente sem esperar pelo Thüringen atrás. Isto causou dificuldades para os navios da III Esquadra à frente, porém eles rapidamente conseguiram se colocar em suas posições. Os alemães reorganizaram-se às 23h30min em sua formação noturna. O Ostfriesland  ficou como a oitava embarcação, posicionada na frente de uma linha de 24 navios. As unidades de frente alemãs encontraram forças de cruzadores rápidos britânicos uma hora depois e um confronto a curta distância começou. O cruzador blindado HMS Black Prince foi parar perto da linha alemã por volta das 1h10min. O Thüringen iluminou a embarcação com seus holofotes e disparou sua bateria principal. O Ostfrieland abriu fogo com sua bateria secundária e o Kaiser disparou suas baterias secundária e principal. Duas explosões despedaçaram o Black Prince em dois minutos e mataram toda sua tripulação de 857 homens.
A Frota de Alto-Mar conseguiu atravessar as forças de contratorpedeiros britânicos e alcançar o Recife de Horns às 4h já do dia 1º de junho. Entretanto, o Ostfriesland bateu em uma mina no lado bombordo às 6h20min, uma que tinha sido colocada em 4 de maio pelo HMS Abdiel. O navio saiu da linha, já que inicialmente se pensou que a explosão fora um torpedo disparado de um submarino. O couraçado foi ultrapassado pela linha e navegou a baixa velocidade, protegido pelos torpedeiros SMS V3, SMS V5 e brevemente pelo SMS G11. A embarcação conseguiu aumentar sua velocidade para quinze nós (28 quilômetros por hora) às 10h40min. Sua escolta foi depois reforçada por um hidroavião, que avistou o que achou ser um submarino inimigo às 12h20min. O Ostfriesland se afastou, o que fez com que a antepara de torpedos, que fora danificada pela explosão da mina, rasgasse totalmente. Mais água entrou no navio e ele adernou 4,75 graus para estibordo, forçando-o a reduzir a velocidade novamente. A embarcação pediu ajuda às 14h20min de um navio de bombeamento, porém a inundação foi controlada 25 minutos depois. Ele conseguiu aumentar gradualmente sua velocidade até dez nós (dezenove quilômetros por hora) e finalmente chegou em Wilhelmshaven às 18h15min. A mina causou um buraco de 12,2 por 4,9 metros no casco e permitiu a entrada de quinhentas toneladas de água. Mais inundações ocorreram quando sua antepara de torpedos foi danificada, porém o relatório de danos foi perdido. O Ostfriesland foi colocado em uma doca seca em Wilhelmshaven para reparos, que duraram até 26 de julho. O couraçado, durante a batalha, disparou 111 projéteis de sua bateria principal, 101 de seus canhões de 150 milímetros e apenas um de suas armas de 88 milímetros. O único dano sofrido foi a colisão com a mina, que matou um marinheiro e feriu outros dez.

#### Outras ações
Scheer tentou repetir a operação de 31 de maio em 18 de agosto. O Moltke e o Von der Tann, os únicos cruzadores de batalha alemães em condições de combate, apoiados por três couraçados, deveriam bombardear a cidade costeira de Sunderland em uma tentativa de atrair os cruzadores de Beatty. O resto da frota, incluindo o Ostfriesland, viria atrás a fim de proporcionar cobertura. A inteligência britânica informou o almirante sir John Jellicoe no mesmo dia sobre a partida dos alemães, assim ele enviou a Grande Frota para interceptá-los. Scheer virou para o norte ao se aproximar da costa britânica depois de receber relatos falsos de um zepelim sobre unidades britânicas na área. O bombardeamento assim não foi realizado e o almirante foi avisado às 14h35min sobre a aproximação da Grande Frota, decidindo voltar para a Alemanha.
O Ostfriesland e o resto da I Esquadra proporcionaram apoio para uma varredura do Banco de Terschelling nos dias 25 e 26 de setembro feita pelo II Líder de Barcos Torpedeiros. Scheer realizou outra operação da frota entre 18 e 20 de outubro na direção do Banco de Dogger, novamente sem confrontos. O navio foi designado para funções de guarda da Angra da Alemanha pela maior parte de 1917. Ele e seus irmãos foram para os estreitos dinamarqueses em outubro durante a Operação Albion, um ataque anfíbio contra as ilhas russas do Golfo de Riga, com o objetivo de bloquear qualquer tentativa britânica de intervir. As quatro embarcações chegaram na Baía de Puck em 28 de outubro e partiram para Arensburgo no dia seguinte. A operação foi finalizada em 2 de novembro e o Ostfriesland e seus irmãos iniciaram a viagem de volta para o Mar do Norte. Natzmer foi substituído como oficial comandante em março de 1918 pelo capitão de mar Hans Herr. Uma última incursão da frota ocorreu entre 23 e 24 de abril. O Ostfriesland, Thüringen e Nassau formaram uma unidade especial para a Operação Schlußstein, uma planejada ocupação de Petrogrado. Os três couraçados chegaram no Báltico em 10 de agosto, porém a operação foi adiada e depois cancelada. A unidade foi dissolvida no dia 21 e os navios retornaram para Wilhelmshaven dois dias depois.

#### Fim da guerra

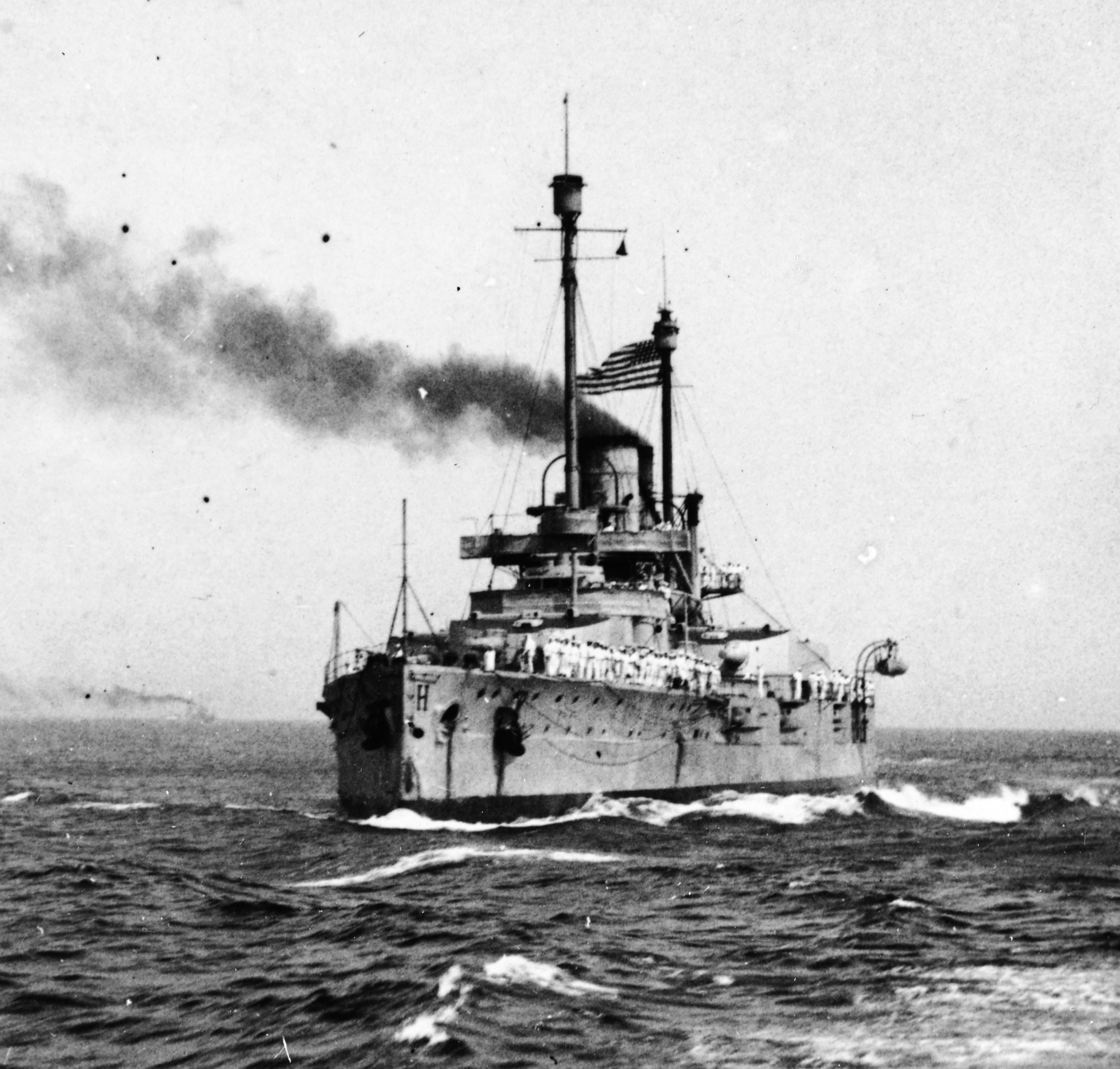
O Ostfriesland navegando em 1920 sob a bandeira dos Estados Unidos.

O Ostfriesland e seus três irmãos deveriam participar de uma última ação da frota no final de outubro de 1918, apenas duas semanas antes da assinatura do Armistício de Compiègne. A maior parte da Frota de Alto-Mar deveria deixar sua base em Wilhelmshaven e enfrentar a Grande Frota; Scheer, agora chefe do estado-maior naval, tinha a intenção de infligir o máximo dano possível contra a Marinha Real, não importando o custo para seus próprios navios, a fim de melhorar a posição de barganha da Alemanha. Muitos dos marinheiros veteranos e cansados da guerra acharam que a operação atrapalharia o processo de paz e prolongaria o confronto. Foi emitida uma ordem em 29 de outubro para que as embarcações partissem na manhã seguinte. Vários marinheiros a bordo do Thüringen se amotinaram durante a noite, seguidos por outros navios. A agitação forçou Scheer e Hipper a cancelarem a ação. O imperador, ao ser informado da situação, exclamou "Não tenho mais uma marinha". O armistício foi assinado em 11 de novembro e o Ostfriesland foi descomissionado no dia 16 de dezembro, sendo usado depois disso como navio alojamento.
A maior parte da Frota de Alto-Mar, sob o comando do contra-almirante Ludwig von Reuter, foi internada em Scapa Flow após o armistício. Apenas os navios mais modernos foram enviados para o internamento; os quatro da Classe Helgoland permaneceram na Alemanha. A frota britânica de vigia deixou Scapa Flow na manhã do dia 21 de junho de 1919 a fim de realizar treinamentos, com Reuter transmitindo às 11h20min uma ordem para que todos os navios fossem deliberadamente afundados. Em quatro horas, 52 embarcações afundaram. O capitão de mar Karl Windmüller foi o último comandante do Ostfriesland, até este ser retirado da lista naval alemã em 5 de dezembro. O couraçado foi entregue aos Aliados sob o nome "H" como um substituto para os navios afundados. Ele permaneceu na Alemanha até 7 de abril de 1920, quando uma tripulação alemã o levou até Rosyth. A embarcação foi cedida para os Estados Unidos como reparação de guerra e uma tripulação norte-americana chegou dois dias depois para levá-lo embora.

### Testes americanos
O Serviço Aéreo do Exército e a Marinha dos Estados Unidos realizaram uma série de testes de bombardeio na Cabo Henry, Virgínia, liderados pelo general de brigada Billy Mitchell. Os alvos incluíam embarcações norte-americanas desmobilizadas e navios de guerra alemães, incluindo o antigo couraçado USS Iowa, o cruzador rápido SMS Frankfurt e o Ostfriesland. A primeira onda de ataque ocorreu às 13h30min do dia 20 de julho de 1921, quando aviões dispararam bombas de cem quilogramas. Oito das 33 bombas acertaram o navio, depois do qual ele foi inspecionado. A segunda onda também estava armada com bombas de cem quilogramas, enquanto a terceira carregava armas de 270 quilogramas. Cinco destas últimas acertaram o Ostfriesland, porém fizeram poucos estragos. Entretanto, as bombas que erraram por pouco fizeram maiores danos ao casco de baixo d'água, o que permitiu alguns inundamentos e criou um adernamento de cinco graus para bombordo. Os testes foram interrompidos no final da tarde por uma tempestade.

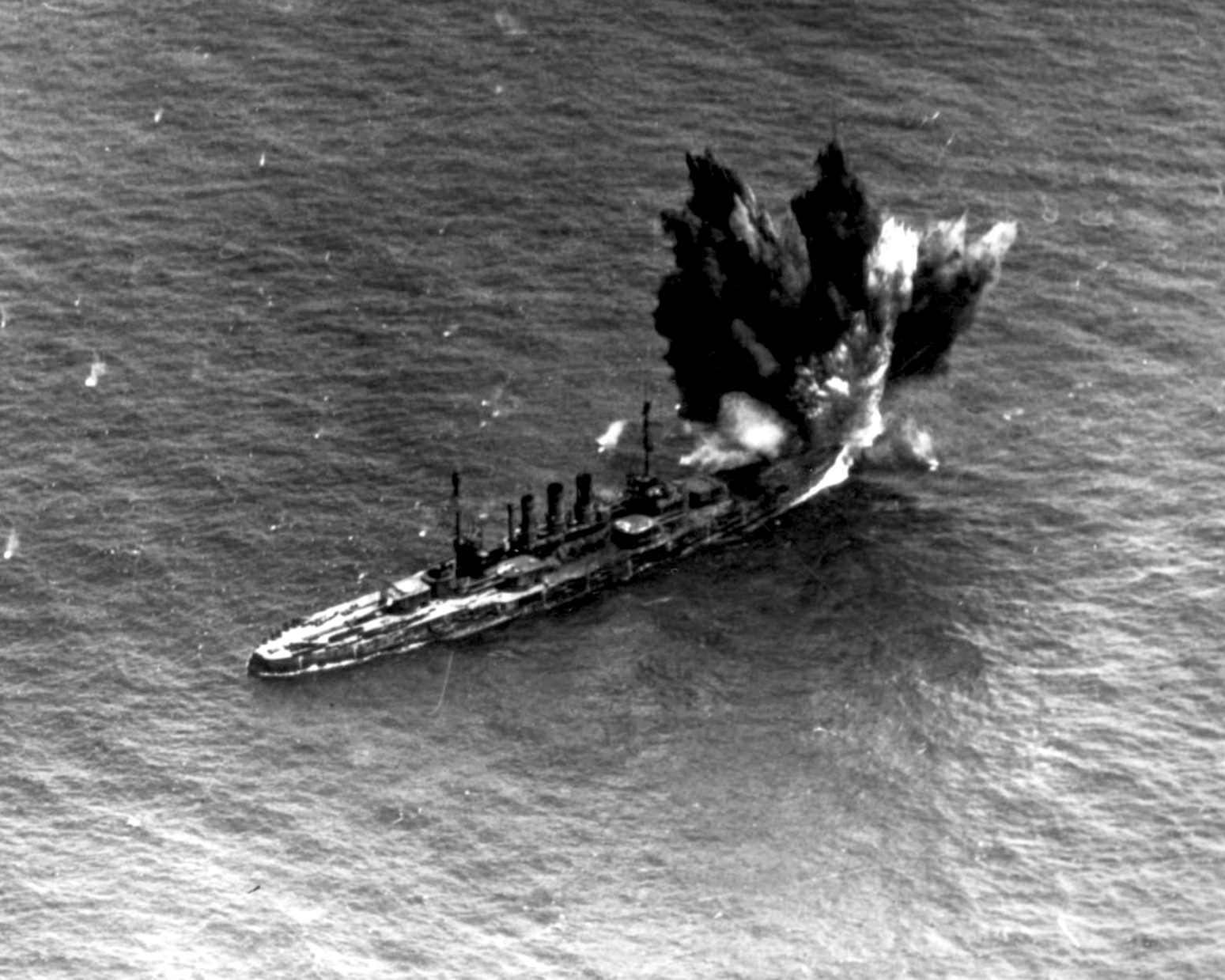
O Ostfriesland sendo acertado por uma bomba no lado bombordo da proa.

Uma quinta onda de bombardeios começou na manhã de 21 de julho. O primeiro bombardeiro jogou uma bomba de 450 quilogramas às 8h52min que acertou a embarcação; seguiram-se mais quatro aviões que conseguiram dois acertos. Inspetores novamente embarcaram no Ostfriesland e perceberam que os acertos novamente não causaram grandes danos, porém uma das bombas tinha criado um grande buraco em seu lado estibordo que permitiu a entrada de mais água. Ele já estava com 1,5 metro da popa e trinta centímetros na proa afundadas ao meio-dia. A próxima onda começou às 12h19min, desta vez equipada com bombas de 910 quilogramas. Seis foram jogadas e todas erraram, porém três detonaram perto do casco. O navio começou a afundar rapidamente pela popa às 12h30min e adernar seriamente para bombordo. Ele emborcou e afundou dez minutos depois. Os resultados dos testes foram rapidamente divulgados e Mitchell tornou-se tanto um herói nacional quando um "profeta infalível da aviação".
Entretanto, a alta cúpula da marinha ficou indignada pelo modo como Mitchell realizou os testes; as bombas de 910 quilogramas não tinham sido sancionadas pela marinha, que tinha estabelecido as regras da operação. Os bombardeiros também não tinham permitido que inspetores avaliassem os resultados entre as ondas de ataque, como havia sido estipulado. O relatório conjunto de Exército–Marinha, emitido um mês depois e assinado pelo general dos exércitos John J. Pershing, afirmava que "o couraçado ainda é a espinha dorsal da frota". Mitchell escreveu seu próprio relatório contraditório dos testes, vazando-o para a imprensa. O naufrágio do Ostfriesland gerou grande controvérsia no público; os apoiadores de Mitchell exageraram a importância dos testes afirmando falsamente que o navio era um "super-couraçado" inafundável e que os "velhos lobos marinhos... choraram em voz alta". O senador William Borah argumentou que os testes deixaram os couraçados obsoletos. Mitchell foi muito elogiado pela imprensa, porém suas táticas cada vez mais combativas acabaram por levá-lo a uma corte-marcial por insubordinação que o forçou a se aposentar.